# The Ultimate Fighter: United States vs. United Kingdom
The Ultimate Fighter: United States vs. United Kingdom fue la novena temporada del reality de televisión de The Ultimate Fighter que se estrenó el 1 de abril de 2009. Los equipos separados fueron dirigidos por el ganador de TUF 3 Michael Bisping y Dan Henderson.

## Elenco

### Entrenadores
- Equipo Estados Unidos
  - Dan Henderson, entrenador principal
  - Cyrille Diabate, instructor Muay Thai
  - Ricardo Feliciano, instructor Jiu-Jitsu
  - Gustavo Pugliese, instructor Boxeo
  - Heath Sims, instructor Lucha

- Equipo Reino Unido
  - Michael Bisping, entrenador principal
  - Dave Jackson, instructor Boxeo Thai
  - Mario Neto, instructor Jiu-Jitsu Brasileño

### Peleadores
- Equipo Estados Unidos
  - Pesos ligeros: Santino DeFranco, Jason Dent, Cameron Dollar, Richie Whitson
  - Pesos welter: DaMarques Johnson, Frank Lester, Mark Miller, Jason Pierce

- Equipo Reino Unido
  - Pesos ligeros: Jeff Lawson, Ross Pearson, Martin Stapleton, Andre Winner
  - Pesos welter: Dean Amasinger, David Faulkner, Nick Osipczak, James Wilks

- Peleadores eliminados de Estados Unidos en o antes de la ronda de entrada:
  - Pesos ligeros: Paul Bird, John David-Shackelford (examen médico fallido), Tommy Hayden, Waylon Lowe, Rob Browning
  - Pesos welter: Steve Berger, Ray Elbe, Christian Fulgium (no pudo hacer el peso), Kevin Knabjian, Kiel Reid

- Peleadores eliminados de Reino Unido en o antes de la ronda de entrada:
  - Pesos ligeros: James Bryan, Dan James, Gary Kelly, A.J. Wenn
  - Pesos welter: James Bateman, Tommy Maguire, Che Mills, Alex Reid

### Otros
- Anfitrión: Dana White
- Narrador: Mike Rowe

## Final
- Peso ligero:  Andre Winner vs.  Ross Pearson

Pearson derrotó a Winner vía decisión unánime (29-28, 29-28, 29-28) para convertirse en el ganador de peso ligero de TUF.
- Peso wélter:  DaMarques Johnson vs.  James Wilks

Wilks derrotó a Johnson vía sumisión (rear naked choke) en el 4:54 de la 1ª ronda para convertirse en el ganador de peso wélter de TUF.